# Виминал
Виминал или Виминальский холм (лат. collis Viminalis, букв. «ивовый холм») — один из семи холмов в пределах территории древнего Рима, расположенный к юго-востоку от Квиринальского холма и отделявшийся от него только долиной Vallis Quirinalis. Впервые его ввёл в пределы города Сервий Туллий. В императорский период он входил в состав шестого округа Alta Semita.
На холме находились по большей части жилые постройки и несколько общественных сооружений, например, термы Диоклетиана и лагерь преторианцев — Castra praetoria. С восточной стороны холма проходила Сервиева стена с Виминальскими воротами. Единственной религиозной постройкой в этом районе было святилище Нения.